# Белый доспех

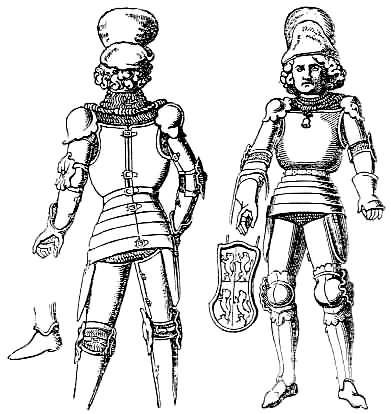
Белый доспех конца XIV — начала XV веков (в отличие от классических лат подобно бригантинам застёгивается сзади)

Белый доспех (итал. armatura bianca, староангл. alwyte armour) — ранний стиль полного латного доспеха, получивший распространение в начале XV века сначала в Италии, а затем и практически по всей Европе. Предполагал открытое ношение, без надоспешной одежды (сюрко и т. п.) или обтяжки тканью (как на бригантинах и некоторых ранних кирасах).
До XV века корпусный доспех, как правило, имел обтяжку тканью либо носился под специальной надоспешной одеждой — сюрко, жупоном и тому подобным. С 1420 года изначально в Италии, а затем и повсеместно начинает получать распространение так называемый белый доспех, который отличается от прежних вариантов ранних лат как конструкцией, так и иной эстетикой — он носился открыто и сам становился декоративным элементом. Период 1420—1485 годов в оружиеведении называется «периодом без сюрко», поскольку в это время из-за распространения белого доспеха надоспешная одежда становится редкой.
Ранние латы, называемые белый доспех, обнаруживают сходство как с миланским доспехом, так и кастен-брустом, при этом по внешнему виду они больше похожи на миланский доспех, а по устройству соединения нагрудника кирасы с её напузником на кастен-бруст. В миланском доспехе напузник находится поверх нагрудника, в белом же доспехе напузник (если был) находился, как и в кастен-брусте, под нагрудником. При этом кираса в зависимости от региона могла быть как пузатой, подобно миланскому доспеху, так и с отвислой (выпуклой снизу) грудью, подобно кастен-брусту, но без угловатостей, присущих кастен-брусту. Латная юбка была похожа на миланскую, но часто без набедренных щитков (tassets), в некоторых вариантах обнаруживая сходство с короткими вариантами юбок кастен-бруста. В отличие и от миланских доспехов, и от кастен-брустов, белый доспех носился не с латными рукавицами, а с латными перчатками. В качестве шлема обычно носился грандбацинет — надёжный шлем, опирающийся на плечи, характерный как для кастен-брустов, так и для миланских доспехов в стиле итал. alla francese (а-ля французский), но при этом забрало грандбацинета нередко имело не классическую круглую форму, а остроносую форму хундсгугеля в сочетании с заострённым затылком вместо округлого.
Ни одного полного набора ранних лат, могущего трактоваться как белый доспех, до наших дней не сохранилось, а отдельные сохранившиеся части могут рассматриваться и как детали ранних миланских доспехов.